# Дача Вікторія
Дача Вікторія (колишня дача Соломона Крима, також дача «Отрада») — комплекс пам'яток національного значення у Феодосії. Складається з головного та гостьового корпусів, а також огорожі та малих архітектурних форм. Будівля зведена у 1914 році.

## Історія

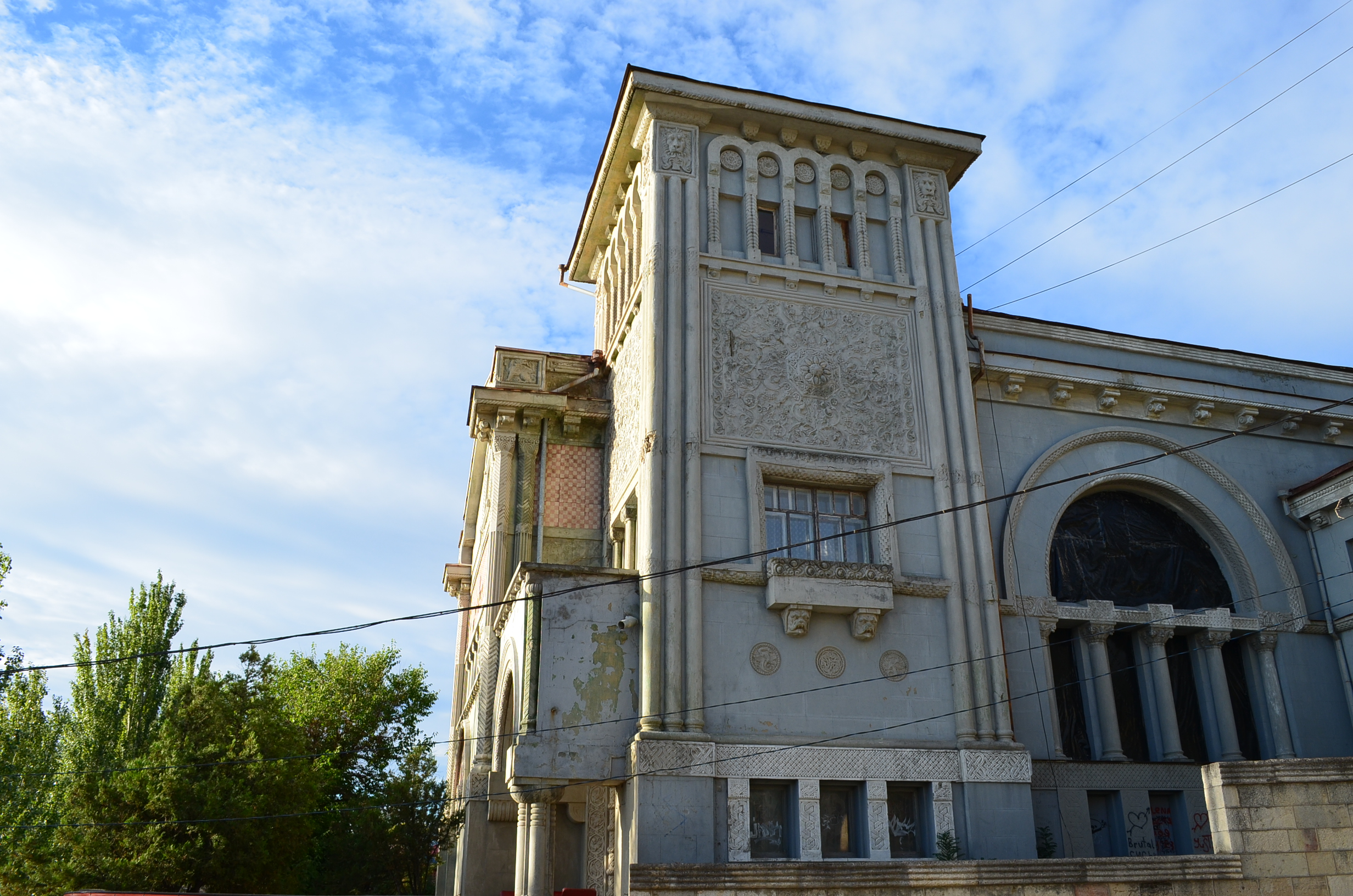
Профіль будівлі

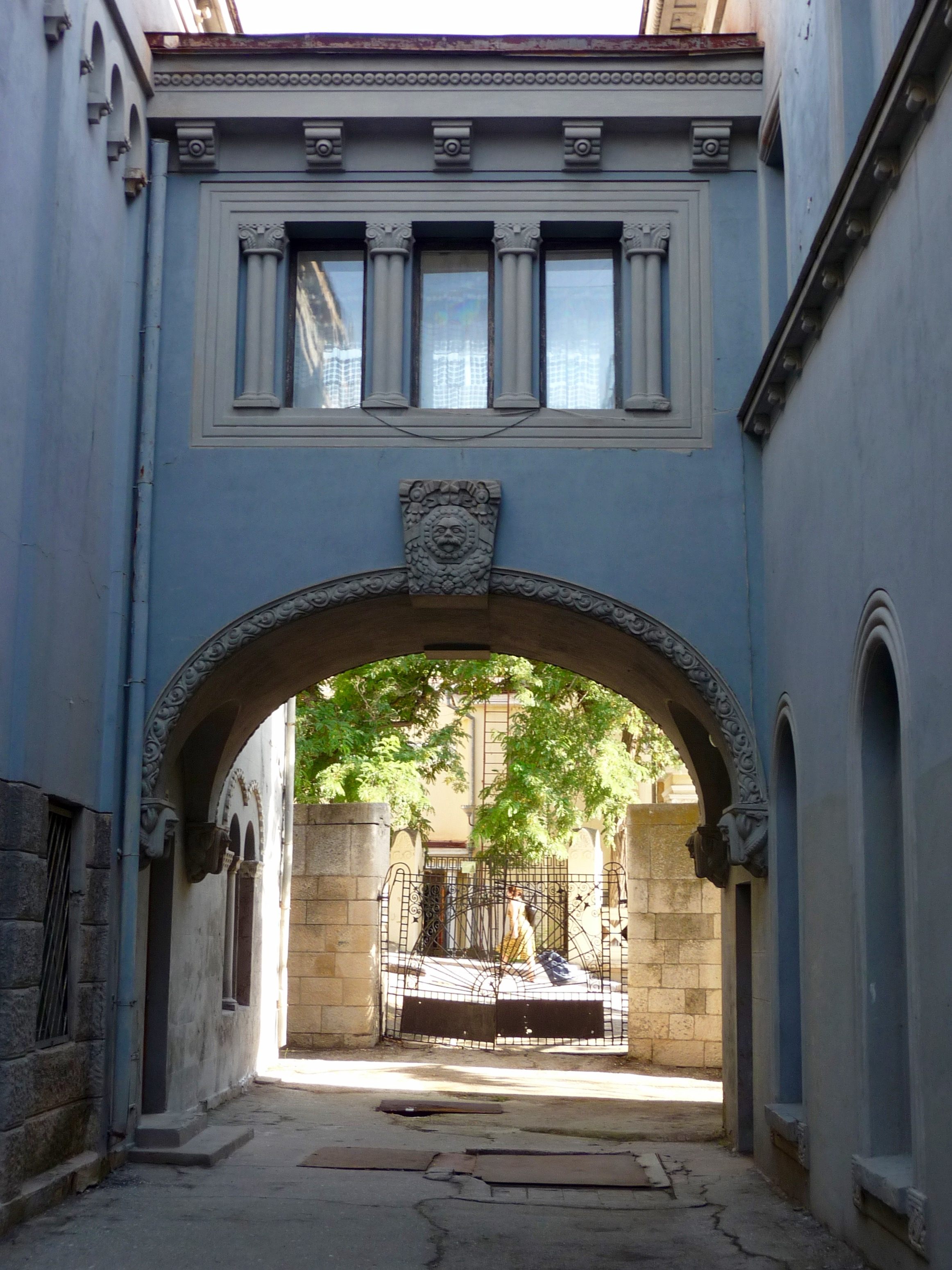
Арка між корпусами

Наприкінці 19 століття в Феодосії, згідно з переписом населення, налічувалося 144 представники династії Крим. Усі вони були родичами та членами однієї сім'ї. Найвідомішим представником династії був Соломон Самуїлович Крим. Родині Крим належали комерційний банк, пароплавна компанія та інші великі об'єкти. Соломон Крим — був головою 2-го Кримського крайового уряду, ініціатором заснування Таврійського університету; караїм за походженням, учасник і провідник караїмського руху в Криму та в екзилі, сином відомого в XIX столітті міського голови Феодосії.
Дача Соломона Криму називається дача «Вікторія» — «Перемога». Але крім назви «Вікторія» в джерелах зустрічається і ще одне ім'я дачі — «Отрада».
Поруч на проспекті Айвазовського розташована інша власність Кримів — Дача Мілос.
Зведення маєтку почалося у 1912 році. Будівництво було закінчене в 1914 році, дату підтверджують римські цифри на фасаді будівлі (MCMXIV). Дача побудована за проєктом відомого ялтинського архітектора Миколи Петровича Краснова.
За Радянської влади дача перейшла у державну власність. У будинку розмістився санаторій. В період Німецько-радянської війни, будівля істотно постраждала. Відновлення проводилося за проєктом архітекторів Ю. Ф. Коломійченка та А. З. Коломійченка.
У колишньому особняку «Отрада» протягом багатьох років розташовувався лікувальний корпус № 5 санаторію «Восход». Дача знаходиться у власності приватних інвесторів. Санаторій оперує лише прибудовою, в якій розташована соляна печера.
Влітку в будівлі дачі розташовується кінотеатр і громадський туалет. Будівля перебуває у дуже поганому стані та потребує реконструкції.

## Архітектура
Дача Вікторія побудована у середньовічному іспано-мавританському стилі з великою кількістю ліпнини та різьблення по каменю.
Каменярем був феодосійський майстер Ян Фока. Головна особливість фасаду — орнамент — поєднує традиційні архітектурні фігури кримського Середньовіччя. Прикрашають будівлю дачі вікна з трьома та п'ятьма частинами та колонами іонічного ордера.
Вирізняється також квадратна башта.
Фасад дачі мало прикрашати мозаїчне панно з краєвидами Феодосійської затоки. Панно було виготовлено в Італії, але згодом його місце зайняла червона плитка в шашечку, при перевезенні під час Першої світової війни корабель з панно підірвався на міні й затонув.